# Ла-Прері (Іллінойс)
Ла-Прері (англ. La Prairie) — місто (англ. town) в США, в окрузі Адамс штату Іллінойс. Населення — 42 особи (2020).

## Географія
Ла-Прері розташована за координатами 40°8′49″ пн. ш. 91°0′9″ зх. д. / 40.14694° пн. ш. 91.00250° зх. д. (40.147058, -91.002490).  За даними Бюро перепису населення США в 2010 році місто мало площу 0,61 км², уся площа — суходіл.

## Демографія
Згідно з переписом 2010 року, у селищі мешкало 47 осіб у 18 домогосподарствах у складі 11 родини. Густота населення становила 78 осіб/км².  Було 33 помешкання (54/км²).
Расовий склад населення:
| - 100,0 % — білих |

До двох чи більше рас належало 0,0 %. Частка іспаномовних становила 0,0 % від усіх жителів.
За віковим діапазоном населення розподілялося таким чином: 21,3 % — особи молодші 18 років, 51,0 % — особи у віці 18—64 років, 27,7 % — особи у віці 65 років та старші. Медіана віку мешканця становила 45,3 року. На 100 осіб жіночої статі у селищі припадало 88,0 чоловіків;  на 100 жінок у віці від 18 років та старших — 68,2 чоловіків також старших 18 років.
Середній дохід на одне домашнє господарство  становив 46 250 доларів США (медіана — 45 500), а середній дохід на одну сім'ю — 53 276 доларів (медіана — 49 375). За межею бідності перебувало 26,2 % осіб, у тому числі 61,1 % дітей у віці до 18 років та 0,0 % осіб у віці 65 років та старших.
Цивільне працевлаштоване населення становило 45 осіб. Основні галузі зайнятості: освіта, охорона здоров'я та соціальна допомога — 31,1 %, роздрібна торгівля — 13,3 %, транспорт — 11,1 %, сільське господарство, лісництво, риболовля — 11,1 %.